# West Chester United Soccer Club
West Chester United SC é uma agremiação esportiva da cidade de West Chester, Pensilvânia.  Atualmente disputa a National Premier Soccer League.

## História
Fundado em 1976,  A equipe foi anunciada como franquia de expansão da NPSL no dia 18 de janeiro de 2017.  Em 2017 disputa sua primeira temporada na competição. Além de uma agremiação esportiva, o clube também é uma organização sem fins lucrativos voltada para a inclusão social através da prática esportiva. Atualmente a equipe possui 3.400 jovens entre 3 e 18 anos e 350 jogadores adultos.

## Estatísticas

### Participações
|  | Participações em 2019 |

| Competição     | Competição               | Temporadas | Melhor campanha     | Estreia | Última | P | R |
| Estados Unidos | Lamar Hunt U.S. Open Cup | 2          | Segunda Fase (2016) | 2016    | 2016   |   | – |